# محطة طاقة فحمية

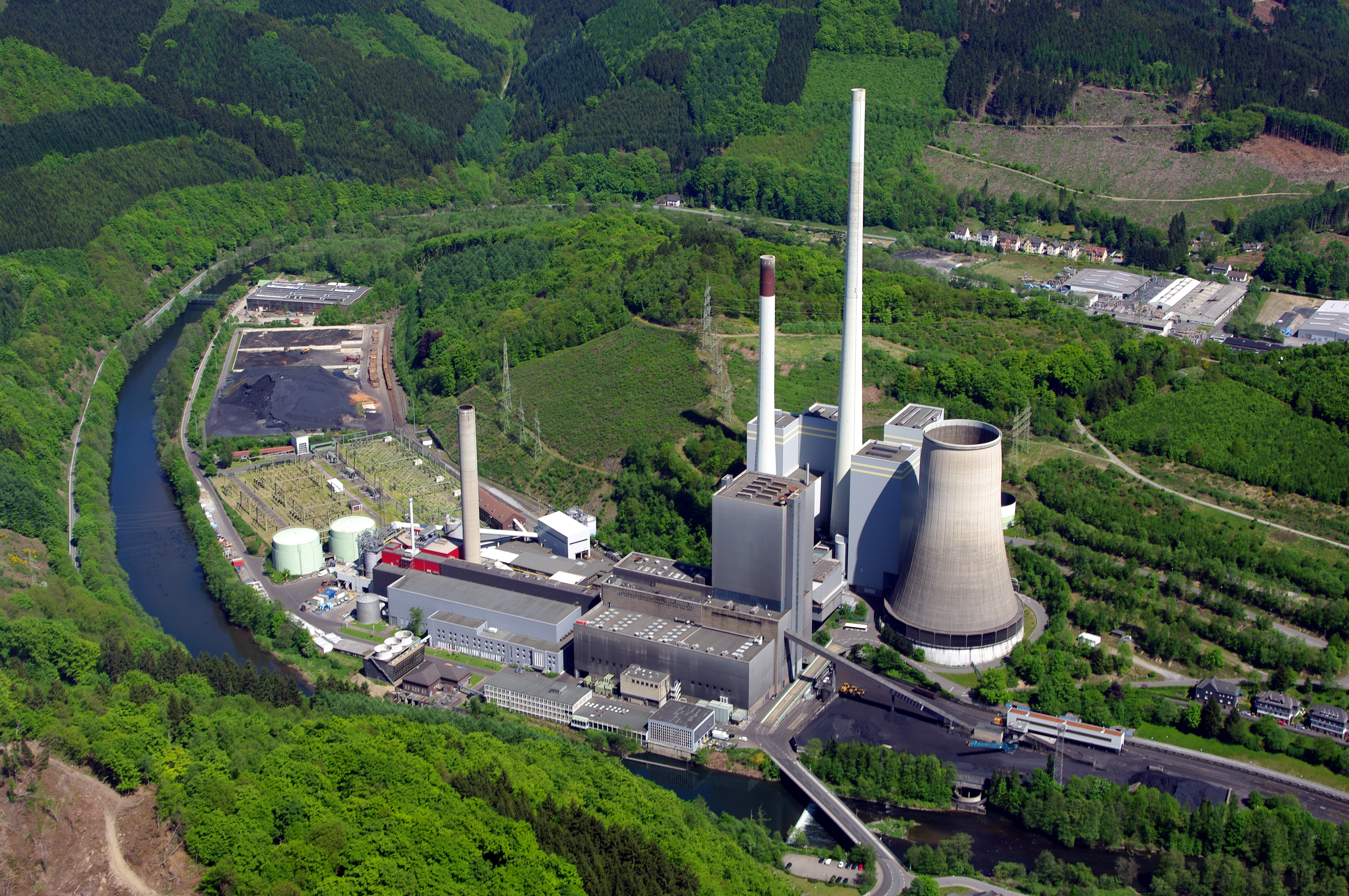
محطة طاقة فحمية في فيردول-إلفيرلينغسين

محطة طاقة فحمية هي محطة توليد بخارية أحفورية. تعمل على حرق الفحم لتوليد الطاقة الكهربائية، ويوجد محطات طاقة تعمل على الفحم القاري وعلى الفحم البني، ويفتت أولاً قبل حرقه في فرن المرجل. تُسَخِن حرارة الفرن الماء وتحولها إلى بخار يقوم بتدوير العنفات والتي بدورها تولد الكهرباء لدن دورانها. وهكذا تتحول الطاقة الكيميائية الكامنة في الفحم إلى طاقة حرارية، ومن ثم لطاقة ميكانيكية، وأخيراً لطاقة كهربائية.
تغطي المحطات الفحمية ثلث احتياج العالم من الكهرباء، ولكن مع ذلك، تتسبب بمئات آلاف الوفيات المبكرة في كل عام بسبب تلوث الهواء بشكل أساسي. أكثر من 10 جيجاطن من غاز ثاني أكسيد الكربون تبعثها في كل سنة ، حوالي خُمس إجمالي الانبعاثات، لذا فهي أحد أكبر مصادر الغازات الدفيئة التي تتسبب بالاحتباس الحراري.

## توليد الطاقة من الفحم
الفحم هو أكبر مصدر لتوليد الكهرباء بنسبة 38% في عام 2018، وهي نفس الحصة للأعوام العشرين السابقة أيضًا: الدول الوحيدة التي تولد أكثر من 350 تيراواط ساعي من المجموع البالغ 10,000 تيراواط ساعي في عام 2018 هي الصين (4,372)، والهند (1,176)، والولايات المتحدة الأمريكية (1,246).
طاقة الفحم قيد البناء في عام 2018 كانت 236 غيغاواط، والمخطط لها 339 غيغاواط، ودُشن 50 غيغاواط في حين أوقف عمل 31 غيغاواط.

## انبعاثات ثاني أكسيد الكربون
الفحم هو بشكل رئيسي كربون، تمتلك محطات الطاقة العاملة على الفحم كثافة مرتفعة للانبعاثات الكربونية. تبعث محطات الطاقة الفحمية في المتوسط كمية أكبر بكثير من غازات بيت الدفيئة لكل واحدة كهرباء مولدة بالمقارنة مع مصادر الطاقة الأخرى. في عام 2018 أصدر الفحم المحروق لتوليد الكهرباء أكثر من 10 غيغاطن من انبعاثات ثنائي أكسيد الكربون من أصل 34 غيغاطن كلية ناتجة عن حرق أنواع الوقود (كانت انبعاثات غازات بيت الدفيئة الكلية في عام 2018 تبلغ 55 غيغاطن من ثنائي أكسيد الكربون المكافئ  CO2e).

### طرق تخفيفها

#### الاستبعاد التدريجي
تشمل أكثر الطرق فعاليةً للحد من الاحتباس الحراري ضمن نطاق 1.5 درجة مئوية، وهو من أهداف اتفاقية باريس، أن تغلق دول الاتحاد الأوروبي ومنظمة التعاون الاقتصادي والتنمية كل محطات الطاقة الفحمية بحلول عام 2030، والصين بحلول عام 2040، وبقية العالم بحلول 2050.

#### التحويل
يجري تحويل بعض محطات الطاقة لحرق الكتلة الحيوية أو الغاز الطبيعي أو النفايات.

#### احتجاز الكربون
بدءًا من عام 2019 يجري تجريب إدخال آليات احتجاز الكربون وتخزينه لتحديث محطات الطاقة الفحمية المنشأة مسبقًا، كما في الصين، ولكن هذا يقلل من الخرج الطاقي وقد لا يكون مجديًا تقنيًّا أو اقتصاديًّا في بعض المحطات: لا يزال موضوع اقتصاديات تحديث المنشآت خاضعًا للأبحاث في الصين.

## التلوث
يسيطر على التلوث في بعض البلدان بأفضل التقنيات المتوفرة، كتلك المستخدمة في الاتحاد الأوروبي  عبر التوجيه المتعلق بالانبعاثات الصناعية الخاص به. في الولايات المتحدة الأمريكية، تخضع محطات الطاقة الفحمية على المستوى الوطني لعدة قوانين تتعلق بتلوث الهواء، من بينها قانون معايير الزئبق والسموم في الهواء، وتخضع للتوجيهات الخاصة بمصبات الماء فيما يخص تلوث الماء، وتخضع لقوانين النفايات الصلبة وفق قانون حفظ الموارد واستعادتها.
تستمر محطات الطاقة الفحمية بالتلويث في البلدان ذات القوانين غير الصارمة كالبلقان، والهند، وروسيا، وجنوب أفريقيا، مسببةً مئات آلاف حالات الوفاة المبكرة كل عام.

### تلوث الهواء المحلي
يحدث الضرر على الصحة من الجسيمات المعلقة وثنائي أكسيد الكبريت وأكسيد النتروجين بشكل رئيسي في آسيا، وغالبًا ما يكون نتيجة حرق فحم رديء كالفحم البني، في محطات تفتقد لوجود معالجة لغازات المدخنة. يقدر أن الوفيات المبكرة نتيجة تلوث الهواء تبلغ 200 حالة وفاة لكل غيغاواط-سنة، ولكن قد يكون العدد أكبر قرب محطات الطاقة التي لا تستخدم أجهزة غسل الغاز أو أن تكون أدنى إذا كانت المحطات بعيدة عن المدن.

### تلوث الماء
تلوث الملوثات كالمعادن الثقيلة المتسربة إلى المياه الجوفية من برك تخزين رماد الفحم غير المبطنة أو من مكبات النفايات الماء، لمدة يحتمل أن تصل إلى عقود أو قرون. تتضمن الملوثات التي تتسرب من برك الرماد إلى البحيرات (أو الأجسام الأخرى للمياه السطحية الأخرى) عادةً كلًّا من الزرنيخ والرصاص والزئبق والسيلينيوم والكروم والكادميوم.

### تخفيف التلوث المحلي
يتوقع اعتبارًا من عام 2018 أن ينخفض التلوث المحلي في الصين (التي تمتلك العدد الأعظم من محطات الطاقة الفحمية) أكثر في عشرينيات وثلاثينيات القرن الحادي والعشرين، وخاصة إذا أوقف عمل المحطات الصغيرة وقليلة المردود في وقت باكر.

## السياسات
سياسة الطاقة في الصين فيما يخص الفحم، والفحم في الصين، هما أهم العوامل المؤثرة على مستقبل محطات الطاقة الفحمية، لأن الصين فيها الكثير من هذه المحطات. وفق أحد التحليلات فقد استثمر المسؤولون المحليون بشكل زائد في منتصف العقد الثاني من القرن الحادي والعشرين لأن الحكومة المركزية تكفلت بساعات التشغيل ووضعت أسعارًا مرتفعة على الكهرباء بالجملة. قد يبقي استثمار «حزام واحد طريق واحد» على وظائف الأشخاص المهرة وفق معطيات 2019 وذلك لأن المصارف والمنشآت التي تمتلكها الدولة تحتاج مكانًا تضع فيه رأس المال والخبرة.
يتبع الاستثمار في طاقة الفحم في البلدان الديمقراطية مسار منحني كوزنتس البيئي. يتنبأ أن تنتج سياسة الطاقة الهندية تجاه الفحم أن يبقى نصف الكهرباء في البلد يولد من الفحم في عام 2030.

### الاحتجاجات
كثيرًا ما نشأت احتجاجات في مواقع مناجم الفحم ومواقع المحطات الجديدة المقترحة.